# Capriccio (opéra)
Pour les articles homonymes, voir Capriccio.
 (juillet 2022).
Si vous disposez d'ouvrages ou d'articles de référence ou si vous connaissez des sites web de qualité traitant du thème abordé ici, merci de compléter l'article en donnant les références utiles à sa vérifiabilité et en les liant à la section « Notes et références ».
Personnages
- La comtesse Madeleine, soprano
- Clairon, une actrice, contralto
- Flamand, un musicien, ténor
- Olivier, un poète, baryton
- Le comte, frère de la comtesse, baryton
- La Roche, directeur d'un théâtre, basse
- Monsieur Taupe, ténor
- Chanteuse italienne, soprano
- Chanteur italien, ténor
- Le majordome, basse

Capriccio est un opéra de Richard Strauss, sur un livret du chef d'orchestre Clemens Krauss et du même compositeur, créé le 28 octobre 1942 à la Bayerische Staatsoper de Munich.

## Synopsis
Sous le prétexte de la création d'une pièce musicale, la rivalité entre la musique représentée par Flamand, le compositeur et les paroles représentée par Olivier, le poète est exposé dans la réalisation d'un opéra. Chacun rivalise auprès de la comtesse Madeleine, dont ils sont tous deux épris, pour faire valoir la supériorité de leur art respectif.

## Argument
Le livret revient encore au XVIIIe siècle (souvent pris pour cadre par Strauss), précisément aux alentours de l'année 1775, et met en scène une comtesse française du nom de Madeleine, dont on s'apprête à fêter l'anniversaire. Pour ce faire, La Roche, directeur de théâtre, dispose de deux artistes, Olivier, le poète, et Flamand, le compositeur. Entre les deux, le cœur de Madeleine hésite.
Le livret ne se limite pas à une mascarade amoureuse. Quel sera le genre du spectacle donné pour l'anniversaire de la Comtesse ? Un opera seria, avec des chanteurs italiens spécialisés dans le bel canto, comme le voudrait La Roche ? Un spectacle faisant la part belle à la poésie et mettant en valeur le jeu théâtral de mademoiselle Clairon, une actrice célèbre, ainsi que le voudrait Le Comte, frère de Madeleine ? « Prima la musica – dopo le parole ! », clame-t-on d'un côté. « Prima le parole – dopo la musica ! », réplique l'autre partie.
Le débat est illustré par une déclamation de sonnet par Olivier, une improvisation au clavecin de Flamand, un intermède dansé, un duo des chanteurs italiens. Le Comte met fin au débat en suggérant que soient relatées dans un opéra les aventures de la journée. La proposition est acceptée. Il est tard, les invités prennent congé. Un spectacle n'est qu'illusion, sur la scène règne l'éphémère et le rêve ne tient qu'à peu de choses. M. Taupe, le souffleur, qui s'était endormi et qu'on a oublié, le rappelle au Majordome, qui propose de le faire raccompagner à Paris. La comtesse est restée au château. Un rendez-vous a été pris avec Olivier, le lendemain à onze heures, à la bibliothèque. Le Majordome lui rappelle que Flamand l'attendra au même endroit et à la même heure. Que faire ? Lequel des deux choisir ? Doit-on d'ailleurs choisir entre la poésie et la musique ? La Comtesse se met à la harpe et s'accompagne en chantant le sonnet d'Olivier. Musique et poésie se fondent l'un dans l'autre. Madeleine est interrompue dans sa rêverie par le Majordome, qui l'invite à passer à table.

## Style
Capriccio mêle dès le sextuor à cordes qui ouvre l'opéra et les premières discussions entre Olivier et Flamand, la stylisation de styles musicaux appartenant au XVIIIe siècle et les meilleures trouvailles dramatiques en termes de relation entre l'orchestre et les voix, et de réflexion sur la forme musicale dans le cadre de l'opéra. Surtout, le procédé de mise en abyme est servi par une technique hautement originale de « conversation en musique » qui relève autant du théâtre que du chant, où le texte doit être déclamé, selon la volonté du compositeur, à la même vitesse que s'il était parlé.

## Rôles
| Rôle                                 | Type de voix | Première, le 28 octobre 1942 (chef d'orchestre : Clemens Krauss) |
| ------------------------------------ | ------------ | ---------------------------------------------------------------- |
| La comtesse                          | soprano      | Viorica Ursuleac                                                 |
| Clairon, « une actrice »             | contralto    | Hildegard Ranczak                                                |
| Flamand, « un musicien »             | ténor        | Horst Taubmann                                                   |
| Olivier, « un poète »                | baryton      | Hans Hotter                                                      |
| Le comte, frère de la comtesse       | baryton      | Walter Höfermeyer                                                |
| La Roche, « directeur d'un théâtre » | basse        | Georg Hann (de)                                                  |
| Monsieur Taupe                       | ténor        | Karl Seydel                                                      |
| Chanteur italien                     | soprano      | Irma Beilke                                                      |
| Chanteur italien                     | ténor        | Franz Klarwein                                                   |
| Le majordome                         | basse        | Georg Wieter                                                     |
| Musiciens et serviteurs              |              |                                                                  |

## Postérité
En 2014, à l'occasion du 150e anniversaire de la naissance du compositeur, la Mélodie du clair de lune, extraite de l'opéra, est interprétée au concert du nouvel an à Vienne, sous la direction de Daniel Barenboim. C'est la seule fois où une œuvre de Richard Strauss est entendue lors de ce traditionnel concert.